# Park So-dam
Park So-dam (Seúl; 8 de septiembre de 1991) es una actriz surcoreana, conocida en particular por su papel de Kim Ki-jung / Jessica en la película Parásitos.

## Vida personal
El 13 de diciembre de 2021 su agencia Artist Company comunicó que la actriz había sido sometida a una operación tras ser diagnosticada con cáncer de tiroides, y que por este motivo no podría participar en la gira promocional de Special Cargo. Tras haber superado la enfermedad, reapareció en público un año después, con la presentación de la película Phantom, que había terminado de rodar antes de dicha operación.

## Carrera
Es miembro de la agencia "Artist Company" (아티스트컴퍼니).
Cuando estaba en la escuela secundaria vio el musical Grease y desarrolló interés en la actuación. Ya en la universidad dio sus primeros pasos hacia la actuación, pero después de ser rechazada en alrededor de diecisiete audiciones comenzó a audicionar en películas independientes.
Es conocida como una artista prolífica en títulos de cine independiente; fue la protagonista durante el Korean Academy of Film Arts con Ingtoogi: Battle of the Internet Trolls y Steel Cold Winter, que llamó la atención cuando se estrenó en el Festival Internacional de Cine de Busan. También tuvo pequeños personajes en los exitosos títulos Scarlet Innocence yThe Royal Tailor.
Atrajo la atención del público en el 2015, después de dejar una fuerte impresión con su interpretación en The Silenced, que le valió un premio como Mejor Actriz de reparto en los Busan Film Critics Awards.
Entonces participó en éxitos de taquilla como Por encima de la ley y El Trono, que finalmente la condujeron a protagonizar la aclamada película de suspenso y misterio The Priests. Su papel como una estudiante de escuela secundaria poseída le llevó a ganar múltiples premios a Mejor Actriz revelación.
También extendió su filmografía a la televisión. En 2016 tomó el papel principal en el drama médico de la KBS2 Mente maravillosa y en la serie de comedia romántica Cenicienta y los Cuatro Caballeros (TvN).
En 2019, participó en la película Parásitos de Bong Joon-ho. La película se convirtió en un éxito cosechando numerosos galardones, entre ellos la Palma de Oro en el Festival de Cannes y el Óscar a la mejor película, así como el premio al mejor reparto  del Sindicato de Actores de Cine estadounidense. Park consiguió también una nominación en los Blue Dragon surcoreanos a mejor actriz secundaria, premio que acabaría ganando su compañera de elenco Lee Jung-eun.
El 7 de septiembre de 2020, se unió al elenco principal de la serie Record of Youth, donde dio vida a Ahn Jung-ha, una maquilladora con una personalidad brillante y alegre por fuera pero solitaria por dentro, hasta el final de la serie el 27 de octubre del mismo año.
En enero de 2021 se anunció que se había unido al elenco de la película Phantom, donde interpreta a Yuriko, una mujer que logra convertirse en la poderosa secretaria de un funcionario de alto rango dentro del gobierno colonial japonés de Corea a pesar de ser coreana.

## Filmografía

### Películas
| Año  | Título                                  | Rol                               | Notas                                            | Ref.                 |
| ---- | --------------------------------------- | --------------------------------- | ------------------------------------------------ | -------------------- |
| 2013 | No More No Less                         | colegiala                         | Cortometraje                                     |                      |
| 2013 | Steel Cold Winter                       | Ji-yeon                           |                                                  |                      |
| 2013 | Ingtoogi: The Battle of Internet Trolls | Yeon-hee                          |                                                  |                      |
| 2013 | Death Theatre                           | colegiala                         | Cortometraje                                     |                      |
| 2014 | The Legacy                              | Eun-seon                          |                                                  |                      |
| 2014 | One on one                              | chica de las entregas a domicilio |                                                  |                      |
| 2014 | Scarlet Innocence                       | amiga de Chung-yi                 |                                                  |                      |
| 2014 | The Youth                               | Yeon-joo                          | segmento: Play Girl                              |                      |
| 2014 | Playgirl                                |                                   |                                                  |                      |
| 2014 | Suzi                                    | Suzi                              | Cortometraje                                     |                      |
| 2014 | Inevitable                              | Lee Mi-young                      | Cortometraje                                     |                      |
| 2014 | The Royal Tailor                        | Yoo-wol                           |                                                  |                      |
| 2015 | C'est Si Bon                            | colegiala 1                       |                                                  |                      |
| 2015 | The Silenced                            | Hong Yeon-deok                    |                                                  |                      |
| 2015 | Por encima de la ley                    | "la menor"                        |                                                  |                      |
| 2015 | The Throne                              | Lady Moon                         |                                                  |                      |
| 2015 | The Priests                             | Lee Young-shin                    |                                                  |                      |
| 2015 | The Vampire Lives Next Door             | Na-mi                             | Cortometraje; de omnibus Color of Asia – Masters |                      |
| 2015 | Blue Monday’s Woman                     | So-dam                            | Cortometraje                                     |                      |
| 2016 | Run Off                                 | Lee Ji-hye                        | Cameo                                            |                      |
| 2016 | Snow Paths                              | María                             |                                                  | [ 21 ]               |
| 2017 | Man of Will                             | Han Yeong-hee                     | Participación especial                           |                      |
| 2018 | The Underdog                            | Bamyi                             | Voz                                              | [ 22 ]               |
| 2018 | Fifth Column                            |                                   |                                                  | [ 23 ]               |
| 2018 | Ode to the Goose                        | hija del dueño del albergue       |                                                  | [ 24 ]               |
| 2018 | Lee Nan-young                           | Lee Nan-young                     |                                                  | [ 25 ]               |
| 2019 | Parásitos                               | Kim Ki-jung / Jessica (Alias)     |                                                  | [ 26 ]               |
| 2022 | Entrega urgente                         | Eun-ha                            |                                                  | [ 27 ] [ 28 ] [ 29 ] |
| 2023 | Phantom                                 | Yuriko                            |                                                  | [ 3 ] [ 20 ]         |

### Series
| Año     | Título                       | Rol             | Red     | Notas                  | Ref.          |
| ------- | ---------------------------- | --------------- | ------- | ---------------------- | ------------- |
| 2015    | Red Moon                     | Princesa Hwawan | KBS2    | Drama Special          | [ 30 ]        |
| 2015    | Because It's The First Time  | Han Song-yi     | OnStyle |                        | [ 31 ]        |
| 2016    | Beautiful Mind               | Gye Jin-sung    | KBS2    |                        |               |
| 2016    | Cinderella with Four Knights | Eun Ha-won      | tvN     |                        |               |
| 2020    | Record of Youth              | Ahn Jung-ha     | tvN     |                        | [ 32 ] [ 33 ] |
| 2023-24 | El juego de la muerte        | La Muerte       | TVING   | Serie web, 8 episodios | [ 34 ]        |

### Programas de variedades
| Año  | Evento                         | Notas    |
| ---- | ------------------------------ | -------- |
| 2020 | Knowing Bros (Ask Us Anything) | invitada |

### Presentadora
| Año  | Evento                                 | Cadena | Notas                                 |
| ---- | -------------------------------------- | ------ | ------------------------------------- |
| 2021 | 26th Busan International Film Festival | -      | co-anfitriona - junto a Song Joong-ki |
| 2021 | 35th Golden Disc Awards                | -      | co-anfitriona                         |
| 2020 | 34th Golden Disc Awards                | -      | co-anfitriona                         |

### Teatro
| Año  | Título en inglés          | Título en coreano | Rol       |
| ---- | ------------------------- | ----------------- | --------- |
| 2016 | Let Me In                 | 렛미인            | Eli       |
| 2016 | Closer                    | 클로저            | Alice     |
| 2017 | The Student and Mr. Henri |                   | Constance |

## Premios y nominaciones
| Año  | Premio                                              | Categoría                         | Nominación                   | Resultado | Ref.   |
| ---- | --------------------------------------------------- | --------------------------------- | ---------------------------- | --------- | ------ |
| 2015 | 24th Buil Film Awards                               | mejor actriz nueva                | The Silenced                 | Nominada  |        |
| 2015 | 52nd Grand Bell Awards                              | mejor actriz nueva                | The Silenced                 | Nominada  |        |
| 2015 | 36th Blue Dragon Film Awards                        | mejor actriz nueva                | The Silenced                 | Nominada  |        |
| 2015 | 16th Women in Film Korea Awards                     | mejor actriz nueva                | The Priests                  | Ganadora  | [ 40 ] |
| 2015 | 16th Busan Film Critics Awards                      | mejor actriz nueva                | The Silenced                 | Ganadora  |        |
| 2015 | One Night Surprise Awards                           | premio por ser la reina de Cannes | N/A                          | Ganadora  |        |
| 2015 | Korea Film Actors Association Awards                | estrella más popular              | The Priests                  | Ganadora  | [ 41 ] |
| 2016 | 7th Korea Film Reporters Association Awards (KOFRA) | mejor actriz nueva                | The Priests                  | Ganadora  | [ 42 ] |
| 2016 | 11th Max Movie Awards                               | mejor novata                      | The Priests                  | Ganadora  | [ 43 ] |
| 2016 | 11th Max Movie Awards                               | premio estrella en ascenso        | N/A                          | Ganadora  | [ 44 ] |
| 2016 | 10th Asian Film Awards                              | mejor actriz de reparto           | The Priests                  | Nominada  |        |
| 2016 | 21st Chunsa Film Art Awards                         | mejor actriz debutante            | The Priests                  | Ganadora  | [ 45 ] |
| 2016 | 52nd Baeksang Arts Awards                           | mejor actriz nueva (cine)         | The Priests                  | Ganadora  | [ 46 ] |
| 2016 | 52nd Baeksang Arts Awards                           | mejor actriz nueva (TV)           | Because It's The First Time  | Nominada  |        |
| 2016 | 5th APAN Star Awards                                | mejor actriz nueva                | Cinderella with Four Knights | Nominada  |        |
| 2016 | 25th Buil Film Awards                               | mejor actriz nueva                | The Priests                  | Nominada  |        |
| 2016 | 25th Buil Film Awards                               | mejor actriz de reparto           | The Priests                  | Ganadora  | [ 47 ] |
| 2016 | 37th Blue Dragon Film Awards                        | mejor actriz de reparto           | The Priests                  | Ganadora  | [ 48 ] |
| 2016 | 3rd Korean Film Producers Association Awards        | mejor actriz de reparto           | The Priests                  | Ganadora  | [ 49 ] |
| 2016 | KBS Drama Awards                                    | mejor actriz nueva                | Beautiful Mind               | Nominada  |        |
| 2019 | 40th Blue Dragon Film Award                         | Mejor actriz de reparto           | Parásitos                    | Nominada  | [ 50 ] |
| 2020 | 56th Baeksang Arts Award                            | Mejor actriz de reparto           | Parásitos                    | Nominada  |        |
| 2020 | 25os Premios de la Crítica Cinematográfica          | Mejor reparto                     | Parásitos                    | Nominada  |        |
| 2020 | 26os Premios del Sindicato de Actores               | Mejor reparto                     | Parásitos                    | Ganadora  |        |
| 2022 | 58th Baeksang Arts Award                            | Mejor actriz (cine)               | Special Delivery             | Pendiente | [ 51 ] |